# Чума верблюдів
Чума верблюдів (лат. Pestis camelorura, англ. The plague of camels) — інфекційне захворювання верблюдів, що викликається чумною паличкою (Yersinia pestis). Характеризується ураженням легенів, явищами геморагічні діатези та лімфаденіту. На цю чуму може хворіти й людина.